# Војислав Дедић
Војислав Дедић (енгл. Vojislav Dedic) српски је рагбиста, који тренутно игра рагби 13 за Звезду и као репрезентативац представља Републику Србију у екипном спорту рагбију 13. 
Забио је небројене голове и један је од најбољих српских тринаестичара свих времена,

## Рагби каријера
Воја је рагби почео да тренира 2005. године у рагби клубу Земун, захваљујући Милошу Кућанчанину. Тада је претежно играо рагби унију и понекад лигу. Од 2010. године је стандардни члан првог тима Црвене Звезде и игра на позицији отварача међутим преферира да игра на позицији чепа или аријера. 
Играо је за репрезентацију Србије до 16 година као и за репрезентацију до 18 година, а за сениорски тим је дебитовао 2012. године.

## Успеси са екипом
Победник Европског првенства Б, са рагби 13 репрезентацијом Србије 
Државни првак Републике Србије у рагбију 13 са Звездом 2014, 2017, 2018, 2019, 2020, 2021, 2022, 2023.
Освајач националног Купа Републике Србије у рагбију 13 са Звездом 5 пута
Победник Регионалне лиге у рагбију 13 са Звездом, 5 пута
Победник Суперкупа Републике Србије у рагбију 13 са Звездом, 4 пута 

## Играчки квалитети
Војислав има рагби интелигенцију, добар преглед игре и прецизан шут.

## Статистика за сезону 2019.
10 одиграних утакмица
512 метара освојених шутом
9 метара освојених пробијањем одбрамбене линије
7 офлодова
6 брзих плеј д бол
12 асистенција за есеј
88 постигнутих поена
8 постигнутих есеја
28 голова из претварања
7 грешака
199 обарања
20 промашених обарања
60 доминантних обарања
Учинак у нападу 80%
Учинак у одбрани 80%

## Приватан живот
Његов брат Владислав је такође врхунски тринаестичар.